# Алопатія
Алопатія (грец. allos — інший + pathia — хворобливий стан, те саме, що й медицина) — напрямок в медицині (застосування ліків), який викликає симптоми, протилежні симптомам певної хвороби. Таким чином, алопатія протистоїть дії шкідливих чинників та відповідним їм симптомам хвороби.
Термін запропоновано Самуелем Ганеманом для визначення негомеопатичних методів лікування. Сьогодні алопатія є головним напрямком фармакотерапії більшості захворювань, а у разі невідкладних станів алопатія дозволяє отримати позитивний терапевтичний ефект. Характерними ознаками алопатії є висока відтворюваність фармакологічних ефектів і результатів лікування, залежність ефекту від дози.
Виходячи з головних закономірностей виникнення та розвитку патологічного процесу, алопатія намагається пізнати етіологію та механізм розвитку хвороби і призначити патогенетичне лікування. Лікаря-алопата цікавить величина діапазону між терапевтичною і токсичною дією препарату, що є одним із головних критеріїв вибору оптимальної дози. Алопатія бере за основу каузальний характер розвитку хвороби, розглядає організм як цілісну систему, що контролює підтримання гомеостазу.
На відміну від гомеопатії, в алопатії симптоми — це ознаки, які характеризують різні прояви захворювання та спричинюють його специфіку. Вони є наслідком патологічного процесу і відіграють суттєву роль у встановленні етіології захворювання. Особливістю вивчення застосування лікарських препаратів є те, що вони обов'язково оцінюються спочатку в експериментальних умовах (у дослідах на тваринах) і лише після цього підтверджуються клінічно. Тому спочатку знаходять потрібний ефект майбутнього препарату, а потім вивчають механізм його реалізації. Можливий і інший шлях, коли на основі відомого механізму дії створюються нові групи лікарських препаратів, наприклад стабілізатори мембрани тучних клітин (інтал / кромогліцієва кислота), антагоністи кальцію (ніфедипін). Дія лікарських препаратів спрямована на хворий організм з однією метою — запобігання порушенням функцій, які характеризують ті чи інші прояви патології. У разі застосування алопатичних препаратів механізми їх дії на окремі ланки патологічного процесу відомі або вивчаються. Таким чином, тактика алопатії спрямована на усунення причин захворювання і його клінічних проявів, і за умови правильного вибору лікарського препарату має протистояти факторам розвитку хвороби. Головним напрямком в алопатії є удосконалення алопатичних препаратів та створення максимально ефективних і безпечних лікарських препаратів або їх поліпшення.